# 2651 Карен
2651 Карен (2651 Karen) — астероїд головного поясу, відкритий 28 серпня 1949 року.
Тіссеранів параметр щодо Юпітера — 3,107.